# Ассар Тебризи
Шамсу-д-дин Мухаммад ибн Ахмад, известный как Ассар Тебризи (перс. عصار تبریزی‎; 1325, Тебриз — 1390, Тебриз) — персидский поэт и учёный XIV века.

## Биография
Ассар Тебризи родился в Тебризе. Он был учеником тебризского астронома Абдулсамеда.

## Мехр и Муштари
Сохранилась его романтическая поэма «Мехр и Муштари», которую он написал в 1376. Используя мотивы народно-героических дастанов Ассар Тебризи показал внутреннюю красоту человека и богатство его духовных сил, проявленных в борьбе за дружбу и счастье, против сил коварства и зла. Поэма «Мехр и Муштари» оказала влияние на развитие азербайджанской поэзии.